# Walgettosuchus
Walgettosuchus (лат.) — сомнительный или, возможно, недействительный род вымерших динозавров-теропод, окаменелые остатки которого были обнаружены в меловых (сеноманский ярус) отложениях Австралии. Описан по единственному хвостовому позвонку.

## Открытие
Опализированный позвонок неизвестного теропода был обнаружен в 1905 году Талли Корнтуэйтом Волластоном (Tullie Cornthwaite Wollaston) в опалоносном песчанике близ Лайтнинг-Ридж (Lightning Ridge), недалеко от Уолгетта (Walgett) в Новом Южном Уэльсе. Окаменелость была отправлена в Британский музей естественной истории, где на она была замечена Артуром Смитом Вудвордом. После этого образец был кратко описан Вудвордом в 1910 году (без выделения нового таксона).
В 1932 году типовой (и единственный) вид Walgettosuchus woodwardi был описан Фридрихом фон Хюне на основе этого позвонка. Родовое название происходит от города Уолгетт и Сухоса, греческого имени египетского бога крокодилов Себека. В 1930-х годах фон Хюне предпочитал давать динозаврам названия с окончанием «-suchus» вместо «-saurus», так как полагал их близкое родство с крокодилами. Видовое название дано в честь Вудворда.
Голотип, BMNH R3717, был найден в сеноманском песчанике формации Гриман-Крик (Griman Creek Formation). Он состоит из неполного тела хвостового позвонка длиной 63 мм, обе суставные поверхности которого вогнуты По неизвестным причинам Фон Хьюн полагал, что окаменелость является неполным передним сочленовным отростком позвонка. Он также предположил, что, если бы было известно больше материала, то род мог оказаться синонимом других «целурозавров» из той же формации (то есть синонимом Rapator).

## Классификация
В 1932 году фон Хюне отнёс Walgettosuchus к целурозаврам. В своём обзоре 1990 года Ralph Molnar отметил, что этот вид невозможно отличить от хвостовых позвонков орнитомимидов или Megaraptora, и счёл его неопределённым сомнительным тероподом или (что более вероятно) недействительным таксоном.

### Возможная синонимичность сRapator
Возможно, что Walgettosuchus и Rapator, другой слабоизученный теропод из формации Гриман-Крик, одним и тем же таксоном, ни доказать, ни опровергнуть это предположение пока невозможно, так как Rapator известен только по кости кисти, а Walgettosuchus — по позвонку.